# Johan van Ennetten
Johan van Ennetten (ca. 1645 - na 1694) is een voormalig burgemeester van de Nederlandse stad Eindhoven. Van Ennetten werd geboren als zoon van Isebrandus Wijnnants van Ennetten en Mayken Pauwels. Johan was een halfbroer van een andere Eindhovense burgemeester, Wijnant IJsbrants van Ennetten.
Van Ennetten was poorter, koopman en burgemeester van Eindhoven in 1693 en 1694.
Hij trouwde met Anna Hendriks.